# Lac Tineretului
Pour les articles homonymes, voir Tineretului.
Le lac Tineretului est un lac de Bucarest situé dans le secteur 4, dans le parc Tineretului et dispose d'une surface de 13 hectares. 
Valentin Donose, responsable de la conception du parc en 1965, a proposé la réalisation d'un lac, alimenté de manière naturelle via une nappe phréatique, avec 3 îles. Le parc, ainsi que le lac, est complété en 1974.
Le lac est surveillé au niveau de sa faune, ce lieu étant le siège de spécimens rares d'oiseaux lors des migrations et en hiver.